# Arinj
Arinj (Armeens: Առինջ), is een dorp gelegen net ten noordoosten van Jerevan in de provincie Kotajk van Armenië. Arinj is een chique buitenwijk met verschillende herenhuizen die toebehoren aan multimiljonairs, waaronder het herenhuis van Gagik Tsaroekjan, de oprichter van de partij 'Welvarend Armenië'.
Het dorp ligt 41 km ten zuiden van de provinciale hoofdstad Hrazdan.
Volgens de volkstelling van 2011 bedraagt de bevolking van het dorp 6.220.

## Bekende inwoners
- Zjirajr Sjaghojan, professioneel voetballer van het Armeens nationaal voetbalteam
- Gagik Tsaroekjan, oprichter van de partij 'Welvarend Armenië'